# Вязовка (Кигинский район)
Вязовка (баш. Вязовка) — деревня в Кигинском районе Республики Башкортостан Российской Федерации. Входит в состав Леузинского сельсовета.

## География

### Географическое положение
Расстояние до:
- районного центра (Верхние Киги): 27 км,
- центра сельсовета (Леуза): 9 км,
- ближайшей ж/д станции (Сулея): 70 км.

## Население
| 2002 | 2009 | 2010 |
| ---- | ---- | ---- |
| 47   | ↘21  | ↘17  |

Национальный состав
Согласно переписи 2002 года, преобладающие национальности — русские (43 %), башкиры (38 %).